# Sarah Barrable-Tishauer
Sarah Elizabeth Barrable-Tishauer (* 6. Juli 1988 in Toronto, Ontario) ist eine kanadische Schauspielerin, die vor allem durch ihre Rolle der Liberty Van Zandt, die sie von 2001 bis 2010 in der Fernsehserie Degrassi: The Next Generation innehatte, Bekanntheit erlangte.

## Leben und Karriere
Die in der größten Stadt Kanadas geborene Barrable-Tishauer begann ihre Karriere als Schauspielerin im Alter von Jahren, wo sie zuerst nur in Theaterproduktionen eingesetzt wurde. Während das Musical Der König der Löwen gerade auf dem Broadway lief, kam die Nachwuchsschauspielerin in der Torontoer Version des Musical in der Rolle der jungen Nala zum Einsatz. Die Elfjährige kam dabei durch ihre Großmutter, die eine Werbung zum Musical in einer Zeitung sah, zur Schauspielerei. Durch ihre Rolle erfuhr sie überregionale Bekanntheit und wurde um das Jahr 2001 für eine Hauptrolle in der kanadischen Fernsehserie Degrassi: The Next Generation gecastet. Schlussendlich wurde sie in den offiziellen Cast der Jugendserie aufgenommen und übernahm dabei die Rolle der hoch ambitionierten Schülerin Liberty Van Zandt. In der Serie war sie bis zur achten Staffel in einer der Hauptrollen zu sehen und war danach, nach dem Wechsel an die fiktive Smithdale University, in der neunten Staffel nur mehr in einer Gastrolle zu sehen. Parallel zu ihrer anfänglichen Karriere bei Degrassi war die begeisterte Posaunistin, Tänzerin und Pianistin im 2002 veröffentlichten Fernsehfilm The Red Sneakers in der Nebenrolle der Larosa zu sehen. Im Laufe der Jahre verliebte sie sich in ihren Schauspielkollegen Ryan Cooley, den sie bereits Jahre zuvor am Set von Degrassi: The Next Generation kennengelernt hatte; die beiden bildeten von etwa 2004 bis 2008 ein Paar. Von etwa Mitte 2009 bis zirka Ende 2010 war sie in einer Beziehung mit Mazin Elsadig, den sie ebenfalls am Degrassi-Set kennenlernte. Ihre Rolle der Liberty Van Zandt übernahm die junge kanadische Schauspielerin auch noch in verschiedenen Filmadaptionen der Serie, unter anderem 2008 in Degrassi Spring Break Movie, einer Kombination aus zwei Degrassi-Episoden, oder 2010 in den Adaptionen The Rest of My Life und Degrassi Takes Manhattan. Im Laufe der Jahre wurde Sarah Barrable-Tishauer mehrmals für einen Young Artist Award nominiert und konnte bei ihrer ersten Nominierungen im Jahre 2002 sogar eine der begehrten Trophäen gewinnen. Noch neben ihrer Schauspielkarriere schrieb sich Barrable-Tishauer an der Concordia University in Montréal ein, wo ihr Hauptstudiengang Intermedialität bzw. Journalismus ist. In verschiedenen anderen Interviews erwähnt Barrable-Tishauer auch die Studiengänge Kommunikationswesen und Computation Arts, die sie nach ihrem Studium vor allem für einen Einstieg ins Designe- und Werbegeschäft nutzen möchte. Bei Veranstaltungen der Universität, unter anderem Diskussionsrunden, tritt die Schauspielerin auch des Öfteren als Moderatorin in Erscheinung. Zusammen mit 23 Kommilitonen war Barrable-Tishauer auch am Dreh des Kurzfilmes 2 Years 2 Many beteiligt, der im Jahre 2009 veröffentlicht wurde. Ab dem Jahre 2011 ist der ehemalige Degrassi-Star in der Sci-Fi-Serie Process des Filmemachers Jason Gondziola, der im Jahre 2009 seinen Universitätsabschluss machte, zu sehen. In der mit 13 Episoden vorerst begrenzten Serie, die neben Barrable-Tishauer auch noch andere Concordia-Kommilitonen aufweist, übernimmt sie unter anderem neben den bereits erfahreneren Schauspielern Tim Burd oder Vanessa Matsui eine der Hauptrollen.

## Filmografie
- 2001–2010: Degrassi: The Next Generation (Fernsehserie, 161 Episoden)
- 2002: The Red Sneakers (Fernsehfilm)
- 2008: Degrassi Spring Break Movie (Filmadaption)
- 2009: 2 Years 2 Many (Kurzfilm)
- 2010: The Rest of My Life (Filmadaption)
- 2010: Degrassi Takes Manhattan (Filmadaption)

## Nominierungen und Auszeichnungen
Nominierungen
- 2003: Young Artist Award in der Kategorie „Best Ensemble in a TV Series (Comedy or Drama)“ für ihr Engagement in Degrassi: The Next Generation (zusammen mit einem weiteren 14-köpfigen Team)
- 2005: Young Artist Award in der Kategorie „Outstanding Young Performers in a TV Series“ für ihr Engagement in Degrassi: The Next Generation (zusammen mit einem weiteren neunköpfigen Team)
- 2006: Young Artist Award in der Kategorie „Best Young Ensemble Performance in a TV Series (Comedy or Drama)“ für ihr Engagement in Degrassi: The Next Generation (zusammen mit einem weiteren 21-köpfigen Team)

Auszeichnungen
- 2002: Young Artist Award in der Kategorie „Best Ensemble in a TV Series (Comedy or Drama)“ für ihr Engagement in Degrassi: The Next Generation (zusammen mit einem weiteren zehnköpfigen Team)